# Troll (1986)
Troll ist eine italienisch-US-amerikanische Fantasy-Horrorkomödie aus dem Jahr 1986 von John Carl Buechler.

## Handlung
Die junge Potter-Familie, Harry Sr. mit Frau Anne, dem jugendlichen Sohn Harry Jr. und der kleinen Tochter Wendy, ziehen in einen neuen Apartmentkomplex in San Francisco. Beim Auspacken wird Wendy von einer grotesken kleinen Kreatur angegriffen, die einen magischen Ring trägt. Der Troll fängt Wendy ein und übernimmt ihr Aussehen. Nachdem sie die anderen exzentrischen Mieter getroffen hat, bemerkt die Familie Wendys ungewöhnliches und aggressives Verhalten, aber sie führen ihr Verhalten auf den Stress des Umzugs zurück. Der Troll geht von Wohnung zu Wohnung und verwandelt die Mieter in Märchenwesen (wie Kobolde, Nymphen und Elfen) und ihre Wohnungen in üppige Wälder. Besorgt über das Verhalten seiner Schwester sucht Harry Jr. Trost in Begleitung einer mysteriösen alten Frau namens Eunice St. Clair, die sich als Hexe entlarvt. Vor langer Zeit waren sie und ein mächtiger Zauberer namens Torok verliebt. Zu dieser Zeit war die Welt zwischen Feen und Menschen geteilt. Die Bereiche waren gleich und unabhängig voneinander; Torok und einige der Feen stellten dieses Gleichgewicht jedoch in Frage, was zu einem großen Krieg führte, in dem die Menschen siegten. Torok wurde zur Strafe zu einem Troll verwandelt.
Torok versucht, seine Macht wiederzugewinnen, die Menschheit zu zerstören und die Märchenwelt neu zu erschaffen, in der er einst gelebt hat. Da Torok eine Prinzessin benötigt, hält er Wendy am Leben. Eunice und Harry Jr. entdecken, dass alle Wohnungen in einen Teil der magischen Welt verwandelt wurden. Eunice gibt Harry Jr. einen magischen Speer, der die größte und bösartigste Kreatur dieser Welt töten kann. Eunice wird von Torok angegriffen und zu einem Baumstumpf mutiert, und Harry findet seine Schwester in einem Sarg aus Glas gefangen. Harry Jr. rettet Wendy, verliert aber den magischen Speer, als Toroks großes fledermausartiges Monster angreift.
Bevor das Monster Harry Jr. und Wendy töten kann, tötet Torok es selbst, um Wendy zu schützen und sein sorgfältig konstruiertes Märchenreich zu zerstören. Als die magische Welt um sie herum zusammenbricht, haben Harry Jr. und seine Familie die Möglichkeit zu fliehen und gehen, als die Polizei eintrifft. Eunice ist wieder in ihrer menschlichen Form und sie verabschiedet sich von Harry und geht. Während die Polizei das Haus untersucht, wird einer von ihnen in ein verbleibendes Fragment der alternativen Feenwelt hineingezogen. Toroks Arm erhebt sich und bereitet sich darauf vor, seinen Ring am Polizisten zu verwenden.

## Hintergrund
Die geschätzten Produktionskosten lagen bei 1,1 Mio. US-Dollar, dabei spielte der Film bis heute fast 5,5 Mio. US-Dollar ein. Drehort war Rom und Umgebung sowie weitere Regionen in Italien. Der Troll wird gemäß den Trollen aus der nordischen Mythologie dargestellt und hat keine Ähnlichkeit mit den Trollen aus J. R. R. Tolkiens Romanen.
Autorin Joanne K. Rowling wurde vorgeworfen, die Namen und die Idee zu ihrer Buchreihe Harry Potter (im Film ist Harry Potter Jr. bei der Benutzung eines Zauberstabs zu sehen) bei Troll geklaut zu haben.
Als inoffizieller Nachfolger gilt der Film Troll 2, der zuerst unter dem Namen Goblin veröffentlicht werden sollte, aber aufgrund von Marketingzwecken als augenscheinliche Fortsetzung unter anderen Namen erschien.

## Kritik
„Ein unbefangen-naiver Fantasy-Film, der einigermaßen einfallsreich und mit bösen Spitzen beginnt, dann jedoch zunehmend unter dem schlecht durchdachten, unlogischen Drehbuch leidet.“

„Ich denke, dass „Troll“ am besten als Film funktioniert, den man an einem Sonntag Vor- oder Nachmittag gemütlich mit seinen Kindern genießen kann. Der Humor, das märchenhafte Ambiente, sowie die sehr milde Gruselatmosphäre fallen eher in die Kategorie der später erschienenen Kinderserie „Gänsehaut“. Für mich ist „Troll“ ein höchst mittelmäßiger Film und keinesfalls eines freitäglichen Filmabends würdig.“

Kritisiert wurde vor allem das schwache Drehbuch. Der Beginn des Films wird als noch gelungen bewertet, allerdings plätschert die Handlung im weiteren Verlauf ohne Spannungsbögen daher und hat laut Thorsten Schimpel nur wenige Highlights zu bieten. Er lobt in allerhöchsten Tönen jedoch die schauspielerische Leistung der beiden Schauspieler Michael Moriarty und Noah Hathaway die seiner Meinung nach die wahren Highlights dieses Films sind.
Auf Rotten Tomatoes kann der Film eine Bewertung von 28 % Prozent bei über 5000 Bewertungen vorweisen. In der Internet Movie Database hat er eine Beurteilung von 4,5 von maximal 10 Sternen bei über 9300 Bewertungen.